# Campeonato Maranhense de Futebol de 2008
O Campeonato Maranhense de Futebol de 2008, é uma competição estadual de futebol realizada no Maranhão e organizada pela Federação Maranhense de Futebol, esta competição indicou os dois representantes maranhenses para a Copa do Brasil 2009 e um representante para o Campeonato Brasileiro Série D 2009.

## Clubes Participantes
| Equipe         | Colocação em 2007 | Estádio de Futebol | Capacidade | Campeão Maranhense  |
| Bacabal        | 3º                | Correão            | 9 500      | 1 (em 1996)         |
| Chapadinha     | 4º                | Lucidão            | 3 000      | 0 (não possui)      |
| Imperatriz     | 2º                | Frei Epifânio      | 12 000     | 1 (em 2005)         |
| Itinga         | Campeão Série B   | Demazão            | 2 000      | 0 (não possui)      |
| Maranhão       | Campeão           | Nhozinho Santos    | 16 500     | 13 (último em 2007) |
| Moto Club      | 6º                | Nhozinho Santos    | 16 500     | 23 (último em 2006) |
| Nacional       | 8º                | Binezão            | 9 000      | 0 (não possui)      |
| Sampaio Corrêa | 5º                | Nhozinho Santos    | 16 500     | 28 (último em 2003) |
| Santa Quitéria | 7°                | Rodrigão           | 8 000      | 0 (não possui)      |
| São José       | 2º Série B        | Nhozinho Santos    | 16 500     | 0 (não possui)      |

## Regulamento
O Campeonato Maranhense de Futebol de 2008 será disputado em dois turnos. No 1º turno, As dez equipes jogam entre si e os quatro primeiros colocados fazem as semi finais. Os vencedores farão a final do 1º turno. O 2º turno será igual ao 1º turno. Os campeões de cada turno fazem a final do campeonato em duas partidas, com vantagem para a equipe de melhor campanha no torneio. O Campeão Maranhense de 2008 disputará a Copa do Brasil e o  Brasileirão Série D do próximo ano. 

Os critérios para desempate em números de pontos são os seguintes, aplicados necessariamente na ordem em que aparecem: 

1. Maior número de vitórias; 

2. Melhor saldo de gols;

3. Maior número de gols pró;

4. Confronto direto (quando o empate for entre apenas duas equipes);

5. Menor número de cartões vermelhos;

6. Menor número de cartões amarelos;

7. Sorteio.

## Classificação Final[1]
| Classificação Geral | Classificação Geral       | Classificação Geral | Classificação Geral | Classificação Geral | Classificação Geral | Classificação Geral | Classificação Geral | Classificação Geral | Classificação Geral | Classificação Geral |
| Pos                 | Time                      | PG                  | J                   | V                   | E                   | D                   | GP                  | GS                  | SG                  | %                   |
| ------------------- | ------------------------- | ------------------- | ------------------- | ------------------- | ------------------- | ------------------- | ------------------- | ------------------- | ------------------- | ------------------- |
| 1                   | Sampaio Corrêa            | 48                  | 28                  | 13                  | 9                   | 6                   | 50                  | 28                  | 22                  | 57.1                |
| 2                   | Moto Club                 | 47                  | 24                  | 13                  | 8                   | 3                   | 40                  | 19                  | 21                  | 65.3                |
| 3                   | Bacabal                   | 32                  | 24                  | 9                   | 5                   | 10                  | 32                  | 37                  | -5                  | 44.4                |
| 4                   | Imperatriz                | 28                  | 20                  | 6                   | 10                  | 4                   | 38                  | 36                  | 2                   | 46.6                |
| 5                   | São José de Ribamar       | 25                  | 20                  | 7                   | 4                   | 9                   | 23                  | 28                  | -5                  | 41.6                |
| 6                   | Nacional de Santa Inês    | 24                  | 20                  | 5                   | 9                   | 6                   | 12                  | 17                  | -5                  | 40                  |
| 7                   | Maranhão                  | 22                  | 18                  | 6                   | 4                   | 8                   | 23                  | 24                  | -1                  | 40.7                |
| 8                   | Itinga                    | 20                  | 18                  | 5                   | 5                   | 8                   | 13                  | 18                  | -5                  | 37.1                |
| 9                   | Santa Quitéria            | 20                  | 18                  | 5                   | 5                   | 8                   | 20                  | 28                  | -8                  | 37.1                |
| 10                  | Chapadinha                | 14                  | 18                  | 3                   | 5                   | 10                  | 12                  | 28                  | -16                 | 25.9                |
|                     | Rebaixados à Série B 2009 |                     |                     |                     |                     |                     |                     |                     |                     |                     |

## Classificação (1° turno)
| Classificação 1º Turno | Classificação 1º Turno       | Classificação 1º Turno | Classificação 1º Turno | Classificação 1º Turno | Classificação 1º Turno | Classificação 1º Turno | Classificação 1º Turno | Classificação 1º Turno | Classificação 1º Turno | Classificação 1º Turno |
| Pos                    | Time                         | PG                     | J                      | V                      | E                      | D                      | GP                     | GS                     | SG                     | %                      |
| ---------------------- | ---------------------------- | ---------------------- | ---------------------- | ---------------------- | ---------------------- | ---------------------- | ---------------------- | ---------------------- | ---------------------- | ---------------------- |
| 1                      | Moto Club                    | 21                     | 9                      | 6                      | 3                      | 0                      | 18                     | 5                      | 13                     | 0                      |
| 2                      | Sampaio Corrêa               | 18                     | 9                      | 5                      | 3                      | 1                      | 16                     | 9                      | 7                      | 0                      |
| 3                      | Imperatriz                   | 16                     | 9                      | 4                      | 4                      | 1                      | 20                     | 13                     | 7                      | 0                      |
| 4                      | Bacabal                      | 15                     | 9                      | 5                      | 0                      | 4                      | 14                     | 15                     | -1                     | 0                      |
| 5                      | Maranhão                     | 14                     | 9                      | 4                      | 2                      | 3                      | 14                     | 11                     | 3                      | 0                      |
| 6                      | Santa Quitéria               | 10                     | 9                      | 3                      | 1                      | 5                      | 9                      | 15                     | -6                     | 0                      |
| 7                      | Itinga                       | 9                      | 9                      | 2                      | 3                      | 4                      | 6                      | 8                      | -2                     | 0                      |
| 8                      | Nacional de Santa Inês       | 9                      | 9                      | 2                      | 3                      | 4                      | 4                      | 8                      | -4                     | 0                      |
| 9                      | São José                     | 7                      | 9                      | 2                      | 1                      | 6                      | 10                     | 16                     | -6                     | 0                      |
| 10                     | Chapadinha                   | 5                      | 9                      | 1                      | 2                      | 6                      | 5                      | 16                     | -11                    | 0                      |
|                        | Classificados às semi-finais |                        |                        |                        |                        |                        |                        |                        |                        |                        |

| Semi Final | Semi Final | Semi Final | Semi Final | Semi Final | Semi Final | Semi Final | Semi Final | Semi Final | Semi Final | Semi Final |
| ---------- | ---------- | ---------- | ---------- | ---------- | ---------- | ---------- | ---------- | ---------- | ---------- | ---------- |

| Jogos de Ida | Jogos de Ida | Jogos de Ida | Jogos de Ida | Jogos de Ida | Jogos de Ida   |
| Local        | Data         | Hora         | Time         | Placar       | Time           |
| ------------ | ------------ | ------------ | ------------ | ------------ | -------------- |
| Correão      | 29/07        | 20h30        | Bacabal      | 2x4          | Moto Club      |
| Cafeteirão   | 30/07        | 19h00        | Imperatriz   | 3x3          | Sampaio Corrêa |

| Jogos de Volta  | Jogos de Volta | Jogos de Volta | Jogos de Volta | Jogos de Volta | Jogos de Volta |
| Local           | Data           | Hora           | Time           | Placar         | Time           |
| --------------- | -------------- | -------------- | -------------- | -------------- | -------------- |
| Nhozinho Santos | 31/07          | 20h30          | Moto Club      | 2x0            | Bacabal        |
| Nhozinho Santos | 01/08          | 20h30          | Sampaio Corrêa | 6x1            | Imperatriz     |

| Final | Final | Final | Final | Final | Final | Final | Final | Final | Final | Final |
| ----- | ----- | ----- | ----- | ----- | ----- | ----- | ----- | ----- | ----- | ----- |

| Jogos de Ida    | Jogos de Ida | Jogos de Ida | Jogos de Ida   | Jogos de Ida | Jogos de Ida |
| Local           | Data         | Hora         | Time           | Placar       | Time         |
| --------------- | ------------ | ------------ | -------------- | ------------ | ------------ |
| Nhozinho Santos | 13/08        | 20h30        | Sampaio Corrêa | 1x2          | Moto Club    |

| Jogos de Volta  | Jogos de Volta | Jogos de Volta | Jogos de Volta | Jogos de Volta | Jogos de Volta |
| Local           | Data           | Hora           | Time           | Placar         | Time           |
| --------------- | -------------- | -------------- | -------------- | -------------- | -------------- |
| Nhozinho Santos | 28/08          | 20h30          | Moto Club      | 1x2            | Sampaio Corrêa |

Campeão 1º turno = Moto Club

## Classificação (2° turno)
| Classificação 2º Turno | Classificação 2º Turno       | Classificação 2º Turno | Classificação 2º Turno | Classificação 2º Turno | Classificação 2º Turno | Classificação 2º Turno | Classificação 2º Turno | Classificação 2º Turno | Classificação 2º Turno | Classificação 2º Turno |
| Pos                    | Time                         | PG                     | J                      | V                      | E                      | D                      | GP                     | GS                     | SG                     | %                      |
| ---------------------- | ---------------------------- | ---------------------- | ---------------------- | ---------------------- | ---------------------- | ---------------------- | ---------------------- | ---------------------- | ---------------------- | ---------------------- |
| 1                      | São José                     | 17                     | 9                      | 5                      | 2                      | 2                      | 11                     | 8                      | 3                      | 0                      |
| 2                      | Sampaio Corrêa               | 15                     | 9                      | 4                      | 3                      | 2                      | 14                     | 8                      | 6                      | 0                      |
| 3                      | Nacional de Santa Inês       | 14                     | 9                      | 3                      | 5                      | 1                      | 7                      | 4                      | 3                      | 0                      |
| 4                      | Bacabal                      | 12                     | 9                      | 3                      | 3                      | 3                      | 12                     | 12                     | 0                      | 0                      |
| 5                      | Itinga                       | 11                     | 9                      | 3                      | 2                      | 4                      | 7                      | 10                     | -3                     | 0                      |
| 6                      | Imperatriz                   | 11                     | 9                      | 2                      | 5                      | 2                      | 14                     | 14                     | 0                      | 0                      |
| 7                      | Moto Club                    | 11                     | 9                      | 2                      | 5                      | 2                      | 10                     | 8                      | 2                      | 0                      |
| 8                      | Santa Quitéria               | 10                     | 9                      | 2                      | 4                      | 3                      | 11                     | 13                     | -2                     | 0                      |
| 9                      | Chapadinha                   | 9                      | 9                      | 2                      | 3                      | 4                      | 7                      | 12                     | -5                     | 0                      |
| 10                     | Maranhão                     | 8                      | 9                      | 2                      | 2                      | 5                      | 9                      | 13                     | -4                     | 0                      |
|                        | Classificados às semi-finais |                        |                        |                        |                        |                        |                        |                        |                        |                        |

| Semi Final | Semi Final | Semi Final | Semi Final | Semi Final | Semi Final | Semi Final | Semi Final | Semi Final | Semi Final | Semi Final |
| ---------- | ---------- | ---------- | ---------- | ---------- | ---------- | ---------- | ---------- | ---------- | ---------- | ---------- |

| Jogos de Ida | Jogos de Ida | Jogos de Ida | Jogos de Ida | Jogos de Ida | Jogos de Ida   |
| Local        | Data         | Hora         | Time         | Placar       | Time           |
| ------------ | ------------ | ------------ | ------------ | ------------ | -------------- |
| Correão      | 23/10        | 20h30        | Bacabal      | 2x2          | São José       |
| Binezão      | 23/10        | 20h30        | Nacional     | 1x1          | Sampaio Corrêa |

| Jogos de Volta  | Jogos de Volta | Jogos de Volta | Jogos de Volta | Jogos de Volta | Jogos de Volta |
| Local           | Data           | Hora           | Time           | Placar         | Time           |
| --------------- | -------------- | -------------- | -------------- | -------------- | -------------- |
| Nhozinho Santos | 29/10          | 21h30          | São José       | 0x2            | Bacabal        |
| Nhozinho Santos | 30/10          | 21h30          | Sampaio Corrêa | 4x0            | Nacional       |

| Final | Final | Final | Final | Final | Final | Final | Final | Final | Final | Final |
| ----- | ----- | ----- | ----- | ----- | ----- | ----- | ----- | ----- | ----- | ----- |

| Jogos de Ida | Jogos de Ida | Jogos de Ida | Jogos de Ida | Jogos de Ida | Jogos de Ida   |
| Local        | Data         | Hora         | Time         | Placar       | Time           |
| ------------ | ------------ | ------------ | ------------ | ------------ | -------------- |
| Correão      | 06/11        | 20h30        | Bacabal      | 0x0          | Sampaio Corrêa |

| Jogos de Volta  | Jogos de Volta | Jogos de Volta | Jogos de Volta | Jogos de Volta | Jogos de Volta |
| Local           | Data           | Hora           | Time           | Placar         | Time           |
| --------------- | -------------- | -------------- | -------------- | -------------- | -------------- |
| Nhozinho Santos | 09/11          | 17h00          | Sampaio Corrêa | 2x0            | Bacabal        |

Campeão 2º turno = Sampaio Corrêa

## Final
| Final | Final | Final | Final | Final | Final | Final | Final | Final | Final | Final |
| ----- | ----- | ----- | ----- | ----- | ----- | ----- | ----- | ----- | ----- | ----- |

| Jogos de Ida    | Jogos de Ida | Jogos de Ida | Jogos de Ida | Jogos de Ida | Jogos de Ida   |
| Local           | Data         | Hora         | Time         | Placar       | Time           |
| --------------- | ------------ | ------------ | ------------ | ------------ | -------------- |
| Nhozinho Santos | 16/11        | 17h00        | Moto Club    | 1x0          | Sampaio Corrêa |

| Jogos de Volta  | Jogos de Volta | Jogos de Volta | Jogos de Volta | Jogos de Volta | Jogos de Volta |
| Local           | Data           | Hora           | Time           | Placar         | Time           |
| --------------- | -------------- | -------------- | -------------- | -------------- | -------------- |
| Nhozinho Santos | 23/11          | 17h00          | Sampaio Corrêa | 1x2            | Moto Club      |

Campeão Maranhense = Moto Club